# Heiner Lichtenstein
Heiner Lichtenstein (eigentlich Carl-Heinrich Lichtenstein; * 8. März 1932 in Chemnitz; † 4. Juli 2010 in Köln) war ein deutscher Journalist und Publizist.

## Leben
Lichtenstein wurde in Sachsen geboren. Sein Abitur machte er am Gymnasium Dionysianum in Rheine. Er lebte in Köln und beschäftigte sich seit den 1970er-Jahren vor allem mit der Geschichte des Nationalsozialismus, speziell des Holocaust, sowie mit aktuellen rechtsextremistischen Bestrebungen.
Rund 50 Jahre begleitete er NS-Prozesse im In- und Ausland journalistisch. Immer wieder widmete er sich den Erlebnissen, Erfahrungen und der Geschichte der Juden, Sinti und Roma in der Zeit des Holocaust und hat so zum Verständnis zwischen Deutschen und Juden beigetragen.
Lichtenstein war von 1961 bis 1995 politischer Redakteur beim Hörfunk des Westdeutschen Rundfunks, u. a. in der Landesredaktion. Zuletzt publizierte er u. a. in dem Informationsportal Blick nach Rechts (BNR). Lichtenstein war bis zu seinem Tod Redakteur des vierteljährlich erscheinenden Periodikums Tribüne. Zeitschrift zum Verständnis des Judentums und im Vorstand des Vereins Gegen Vergessen – Für Demokratie.

## Werke
- Warum Auschwitz nicht bombardiert wurde. Bund-Verlag, Köln 1980. ISBN 3-7663-0428-3
- Raoul Wallenberg, Retter von hunderttausend Juden. Ein Opfer Himmlers und Stalins. Bund-Verlag, Köln 1982, ISBN 3-7663-0547-6
- Mit der Reichsbahn in den Tod. Massentransporte in den Holocaust 1941 bis 1945. Bund-Verlag, Köln 1985, ISBN 3-7663-0809-2
- Die Fassbinder-Kontroverse oder Das Ende der Schonzeit. Athenäum, Königstein/Ts. 1989, ISBN 3-7610-8403-X
- Unternehmen Tannenberg: der Anlass zum Zweiten Weltkrieg. (Mit Alfred Spieß) Ullstein, Frankfurt/Berlin 1989, ISBN 3-548-33118-1.
- Himmlers grüne Helfer. Die Schutz- und Ordnungspolizei im „Dritten Reich“. Bund-Verlag, Köln 1990, ISBN 3-7663-2100-5
- Täter, Opfer, Folgen: der Holocaust in Geschichte und Gegenwart. (Hrsg.: H. L. u. Otto R. Romberg) Bundeszentrale für Politische Bildung, Bonn 1995. ISBN 3-89331-231-5
- Angepaßt und treu ergeben. Das Rote Kreuz im Dritten Reich. Bund-Verlag, Köln 1996 ISBN 3-7663-0933-1, ISBN 978-3-7663-0933-4

## Ehrungen
- 1990 wurde Heiner Lichtenstein mit dem Leo-Baeck-Preis des Zentralrats der Juden in Deutschland ausgezeichnet.
- 1999 wurde Heiner Lichtenstein für seine jahrelange Berichterstattung von Prozessen gegen Nazi-Verbrecher mit der Josef-Neuberger-Medaille der Jüdischen Gemeinde Düsseldorf ausgezeichnet.
- 2009 ehrte die Kölnische Gesellschaft für Christlich-Jüdische Zusammenarbeit Heiner Lichtenstein mit dem Giesberts-Lewin-Preis für Toleranz und Verständigung.

Außerdem erhielt er den Verdienstorden des Landes Nordrhein-Westfalen und eine Yad-Vashem-Gedenkmedaille der Holocaustgedenkstätte in Jerusalem.